# Федір Несвіцький
Федір (Федько) Несвізький (або Несвизький, Несвіцький) (? — перед 1442) — руський князь, магнат, військовий та державний діяч Великого князівства Литовського та Королівства Польського. Подільський староста князя Свидригайла (1432/1433, 1434). Представник роду Несвицьких (Несвизьких).

## Версії походження
На думку Юзефа Вольфа, родоначальник князів Вишневецьких, Збаразьких, Воронецьких та Порицьких. Його версія розходилася з тоді загальноприйнятою.
Інший дослідник — князь Юзеф Пузина — висловив гіпотезу, за якою вважав його ідентичним князю Федору Корибутовичу на основі хроніки Мацея Стрийковського, також через те, що вони ні разу не були згадані разом. Прихильники інших версій вказували на різницю гербів (печатей) Несвізьких та Корибутовичів, неможливість багаторазової зміни сюзеренів на малому проміжку часу. Також вважав його Федором Корибутовичем дослідник Никандр Молчановський.
Сучасний польський дослідник Ян Тенґовський у кількох працях обґрунтовує думку, що з великою часткою ймовірності його батьком був князь Василь Вінницький (Божський). Її підтримав в одній з своїх публікацій Януш Куртика.

## З життєпису
1430 року староста галицький Михайло Бучацький переконав Федька Несвізького, гетьмана Свидриґайла, перейти на сторону короля Владислава ІІ Яґайла. У джерелах часто згаданий у 1431—1435 роках.
- 1 вересня 1431 підписав разом з іншими перемир'я між королем та Свидригайлом в Чорторийську;
- 22 жовтня 1431 згаданий в листі Ягайла до Свидригайла як «voievoda vester»;
- 15 травня 1432 підписав акт перемир'я між Свидригайлом та тевтонцями в Христмемлі; згаданий в листах Свидригайла до тевтонців за 28 липня, з вересня 1432
- 30 вересня 1432 біля Копистрина над р. Мурафою розбив польські відділи (Ян Длугош помилково назвав його Федором Острозьким);
- 22 березня 1433 разом з іншими князями підписав у Вітебську лист до собору в Базелі;
- 11 квітня 1433 великий магістр радив Свидригайлу вдарити в тили поляків разом з Федором Несвізьким;
- 23 квітня 1433 після захоплення Луцька разом з князем Олександром Носом був призначений Свидригайлом керувати тут;
- весною 1433 взяв у полон, зокрема, Теодорика Бучацького-Язловецького; потім разом з Олександром Носом і татарами обложив, спалив Берестя, відступили тільки підходу військ князів мазовецьких, посполитого рушення Руських земель Корони;
- весною 1434 взяв у полон коронний загін та «милу» королеві Софії даму;
- у вересні 1434, за підозрою у зраді Свидригайла ув'язнений ним у Крем'янці, згодом звільнений Міхалом Бучацьким, який умовив його присягнути на вірність Владиславові Ягайлу, фактично ставши на бік поляків;
- 23 березня 1435 року в Черняхові на Збаражчині[7] відновив акт субмісії на користь Польщі; в цих актах отримав у державлення міста, дідичні володіння (Збаразька, Вінницька, Хмільницька волості, Соколиця) мали навічно залишитись в нього та його нащадків.